# Dissin (département)
Pour le chef-lieu, voir Dissin.

Dissin est un département du Burkina Faso située dans la province Ioba et dans la région du Djôrô.

## Villages
Le département  comprend un village chef-lieu (populations actualisées en 2012) :
- Dissin (3 674 habitants)

et 25 autres villages :
- Bagane (1 700 habitants)
- Benvar (3 094 habitants)
- Bilbalé (1 700 habitants)
- Dadoné (670 habitants)
- Dakolé (1 225 habitants)
- Done (1 088 habitants)
- Gora (1 026 habitants)
- Kankampélé (1 425 habitants)
- Kokolibou (1 209 habitants)
- Koin-Tansien (800 habitants)
- Korgnégane (540 habitants)
- Koulétéon (1 072 habitants)
- Kpomane (1 015 habitants)
- Kpopéri (1 061 habitants)
- Méon (650 habitants)
- Mou (2 453 habitants)
- Nakar (5 332 habitants)
- Namarè (356 habitants)
- Natiétéon (242 habitants)
- Navrikpé (1 047 habitants)
- Ouizine (734 habitants)
- Saala (1 312 habitants)
- Tangsebla (900 habitants)
- Toléper (544 habitants)
- Zodoun-Tampouo (2 907 habitants)